# (541079) 2018 QF4
(541079) 2018 QF4 es un asteroide perteneciente al cinturón de asteroides descubierto el 6 de noviembre de 2010 por el equipo del Mount Lemmon Survey desde el Observatorio del Monte Lemmon, Arizona, Estados Unidos.

## Designación y nombre
Designado provisionalmente como 2018 QF4.

## Características orbitales
2018 QF4 está situado a una distancia media del Sol de 2,731 ua, pudiendo alejarse hasta 2,825 ua y acercarse hasta 2,638 ua. Su excentricidad es 0,034 y la inclinación orbital 12,42 grados. Emplea 1649,29 días en completar una órbita alrededor del Sol.

## Características físicas
La magnitud absoluta de 2018 QF4 es 16,2. 